# Novoferm
Die Novoferm GmbH ist ein Hersteller für Türen, Tore, Türzargen und Antriebe für den privaten, gewerblichen und industriellen Einsatz. mit Sitz in Rees (Nordrhein-Westfalen). Das Unternehmen gehört seit 2003 zur japanischen Sanwa Group (im Besitz der Sanwa Holdings Corporation). 
Die Novoferm-Gruppe produziert an verschiedenen Standorten in Europa und Asien und vertreibt Produkte über Landesgesellschaften und Vertriebspartner. Novoferm beschäftigt etwa 2.500 Mitarbeiter. Vorgänger war die Isselwerk Werth GmbH.

## Geschichte
1955 erfolgte die Gründung der Isselwerk Werth GmbH. 1962 war die Gründung der Metalltürenwerke in Haldern. 1970 kam es zur Zusammenführung von Isselwerk Werth und Metalltürenwerke Haldern zur Isselwerke GmbH & Co. KG, die Hoesch AG übernahm 25 % der Unternehmens-Anteile.
1990 erfolgte die Übernahme der Gesellschaft durch die Hoesch AG zu 100 %. 1992 war die Umfirmierung in Novoferm GmbH sowie ein Anteilserwerb in den Niederlanden und die Gründung von Vertriebsgesellschaften in den Niederlanden, Polen, Ungarn und der Schweiz. 1993 erfolgte der Beginn des stufenweisen Erwerbs von „Siebau Siegener Stahlbauten“ und „Riexinger Türenwerke“. 1994 war die Gründung der Novoferm Belgium N.V. 1997 erfolgte der Erwerb von Lutermax S.A./Frankreich. 1998 war die Eröffnung von Werk Dortmund als Sektionaltorwerk in Europa. 2000 entstand ein Joint Venture mit Dong Bang Steel Door Inc./Korea. 2001 kam es zur Übernahme der Tormatic GmbH (Antriebstechnik). 2003 erfolgte die Übernahme der Novoferm Gruppe durch die japanische Sanwa Group.
Novoferm kaufte 2004 TST Tor System Technik. 2006 war der Erwerb bemo Brandschutzsysteme GmbH und die Gründung von Novoferm Door in Polen. Im Jahr 2008 wurde die DSS Docking Solutions und Service GmbH gegründet sowie 2010 die Novoferm Vertriebsgesellschaft, welche die Vertriebsaktivitäten in Deutschland bündelt. 2014 fand die Akquisition von Alpha Deuren International B.V. statt. Weiterhin wurde im Jahr 2016 die französische Gruppe Norsud übernommen.

## Standorte
Der Hauptsitz bzw. die zentrale Verwaltung befindet sich im Reeser Stadtteil Haldern am Niederrhein. Deutsche Produktionsstätten befinden sich neben Haldern (Produktion von Türen) in Isselburg (Produktion von Schwingtoren und Zargen), Dortmund (Produktion von Sektionaltoren und Antrieben) und Brackenheim (Produktion von Türen).
Novoferm ist in Europa und Asien mit 14 Produktionsstätten und 25 Vertriebsgesellschaften bzw. -partnern vertreten.

## Produkte
Novoferm beschäftigt sich mit der Herstellung von Türen bzw. Toren sowie Antrieben und Zargen, darunter:
- Antriebe
- Garagentore, Sektionaltore, Schwingtore
- Stahltüren, Brandschutztüren und -klappen, Rauchschutztüren
- Sicherheitstüren, Rohrrahmentüren aus Aluminium und Stahl, Innentüren, Sondertüren
- Mauerwerks- und Ständerwerkszargen
- Industrietore, Industrie-Sektionaltore, Rolltore und Rollgitter, Falttore, Mehrzwecktore
- Cargo-Tore
- Verladesysteme und- schleusen
- Überladebrücken
- Anpassrampen
- Torabdichtungen